# Associazione Calcio Torino 1941-1942
Questa voce raccoglie le informazioni riguardanti l'Associazione Calcio Torino nelle competizioni ufficiali della stagione 1941-1942.

## Rosa
| N. |                   | Ruolo | Calciatore           |
| -- | ----------------- | ----- | -------------------- |
|    | Italia (bandiera) | C     | Fioravante Baldi III |
|    | Italia (bandiera) | C     | Bruno Baruzzi        |
|    | Italia (bandiera) | A     | Felice Borel II      |
|    | Italia (bandiera) | P     | Alfredo Bodoira      |
|    | Italia (bandiera) | D     | Livio Bussi          |
|    | Italia (bandiera) | C     | Aldo Cadario         |
|    | Italia (bandiera) | P     | Filippo Cavalli      |
|    | Italia (bandiera) | D     | Giacinto Ellena      |
|    | Italia (bandiera) | A     | Pietro Ferraris II   |
|    | Italia (bandiera) | D     | Osvaldo Ferrini (c)  |

| N. |                      | Ruolo | Calciatore        |
| -- | -------------------- | ----- | ----------------- |
|    | Italia (bandiera)    | A     | Guglielmo Gabetto |
|    | Italia (bandiera)    | C     | Cesare Gallea     |
|    | Italia (bandiera)    | A     | Romeo Menti III   |
|    | Argentina (bandiera) | A     | Raúl Mezzadra     |
|    | Italia (bandiera)    | P     | Aldo Olivieri     |
|    | Italia (bandiera)    | A     | Franco Ossola     |
|    | Italia (bandiera)    | C     | Walter Petron     |
|    | Italia (bandiera)    | D     | Sergio Piacentini |
|    | Italia (bandiera)    | C     | Enrico Santià     |
|    | Italia (bandiera)    | A     | Oberdan Ussello   |

## Calciomercato
| Acquisti | Acquisti           | Acquisti         | Acquisti               |
| R.       | Nome               | da               | Modalità               |
| -------- | ------------------ | ---------------- | ---------------------- |
| P        | Alfredo Bodoira    | Juventus         | definitivo             |
| D        | Giacinto Ellena    | Fiorentina       | definitivo             |
| D        | Mario Rigamonti    | Brescia          | definitivo (18.000 £)  |
| C        | Enrico Santià      | Novara           | definitivo             |
| A        | Felice Borel II    | Juventus         | definitivo             |
| A        | Pietro Ferraris II | Ambrosiana-Inter | definitivo (250.000 £) |
| A        | Guglielmo Gabetto  | Juventus         | definitivo (330.000 £) |
| A        | Romeo Menti II     | Fiorentina       | definitivo (300.000 £) |
| A        | Orlando Strinati   | Ternana          | definitivo (10000 £)   |

| Cessioni | Cessioni            | Cessioni         | Cessioni      |
| R.       | Nome                | a                | Modalità      |
| -------- | ------------------- | ---------------- | ------------- |
| C        | Federico Allasio    | Genova 1893      | definitivo    |
| C        | Luigi Ganelli       | Brescia          | definitivo    |
| A        | Carlo Canova        | Cinzano Bra      | definitivo    |
| A        | Emilio Capri        | L.R. Vicenza     | definitivo    |
| A        | Oliviero Mascheroni | Ambrosiana-Inter | definitivo    |
| A        | Danilo Michelini    | Livorno          | definitivo    |
| A        | Raf Vallone         |                  | fine carriera |

## Risultati

### Serie A

#### Girone di andata
| Arbitro: | Bernardi (Bologna) |

|                            |           |                         |
| Ossola 10’, 55’ Petron 66’ | Marcatori | 46’ Parvis 79’ Castelli |

| Arbitro: | Scorzoni (Bologna) |

|                                          |           |                     |
| Piola 10’, 58’, 87’ Baldi III 69’ (aut.) | Marcatori | 68’ (rig.) Menti II |

| Arbitro: | Scarpi (Dolo) |

|              |           |             |
| Borel II 14’ | Marcatori | 12’ Demaria |

| Arbitro: | Scotto (Savona) |

|               |           |                 |
| Michelini 63’ | Marcatori | 22’ Ferraris II |

| Arbitro: | Limido (Milano) |

|                 |           |  |
| Ossola 10’, 89’ | Marcatori |  |

| Napoli 30 novembre 1941, ore 14:30 UTC+1 6ª giornata | Napoli             | 0 – 0 | Torino | Stadio Giorgio Ascarelli (16 000 spett.)\| Arbitro: \| Bernardi (Bologna) \| |
| Arbitro:                                             | Bernardi (Bologna) |       |        |                                                                              |

| Arbitro: | Moretti (Genova) |

|             |           |  |
| Gabetto 88’ | Marcatori |  |

| Arbitro: | Dellarole (Roma) |

|                             |           |  |
| Lushta 23’, 80’ Bellini 35’ | Marcatori |  |

| Arbitro: | Dattilo (Roma) |

|                 |           |             |
| Ferraris II 60’ | Marcatori | 11’ Bertoni |

| Roma 28 dicembre 1941, ore 14:30 UTC+1 10ª giornata | Roma            | 0 – 0 | Torino | Stadio Nazionale del PNF (20 000 spett.)\| Arbitro: \| Scotto (Savona) \| |
| Arbitro:                                            | Scotto (Savona) |       |        |                                                                           |

| Arbitro: | Pizziolo (Firenze) |

|              |           |  |
| Menti II 59’ | Marcatori |  |

| Arbitro: | Curradi (Firenze) |

|             |           |                             |
| Gaddoni 33’ | Marcatori | 10’, 29’ Gabetto 85’ Petron |

| Arbitro: | Zelocchi (Modena) |

|                          |           |                    |
| Menti II 45’ Gabetto 88’ | Marcatori | 84’ (rig.) Alberti |

| Arbitro: | Biancone (Roma) |

|                  |           |                                        |
| Tagliasacchi 82’ | Marcatori | 21’ Gabetto 41’ Baldi III 79’ Menti II |

| Arbitro: | Galeati (Bologna) |

|                                           |           |           |
| Gabetto 10’ Ferraris II 22’ Baldi III 33’ | Marcatori | 26’ Penzo |

#### Girone di ritorno
| Arbitro: | Scorzoni (Bologna) |

|              |           |  |
| Castelli 23’ | Marcatori |  |

| Arbitro: | Scotto (Savona) |

|              |           |            |
| Menti II 63’ | Marcatori | 59’ Pisa I |

| Arbitro: | Moretti (Genova) |

|                        |           |                                             |
| Guarnieri 11’ Poli 51’ | Marcatori | 20’ (rig.) Menti II 30’ Petron 81’ Borel II |

| Arbitro: | Scarpi (Dolo) |

|              |           |  |
| Borel II 30’ | Marcatori |  |

| Arbitro: | Scarpi (Dolo) |

|  |           |                                  |
|  | Marcatori | 65’ Ferraris II 81’, 83’ Gabetto |

| Arbitro: | Neri (Vicenza) |

|                                                         |           |                                            |
| Menti II 42’, 65’ (rig.) Baldi III 44’ Gabetto 70’, 76’ | Marcatori | 8’ (aut.) Piacentini 24’ Busani 33’ Fabbro |

| Arbitro: | Scotto (Savona) |

|               |           |  |
| Reguzzoni 89’ | Marcatori |  |

| Arbitro: | Zelocchi (Modena) |

|                              |           |              |
| Ferraris II 23’ Menti II 61’ | Marcatori | 55’ Colaneri |

| Arbitro: | Scarpi (Dolo) |

|                                          |           |                                     |
| Ispiro 5’ Andrighetto 55’ Conti 62’, 73’ | Marcatori | 4’, 86’ (rig.) Menti II 34’ Gabetto |

| Arbitro: | Galeati (Bologna) |

|                         |           |                |
| Baldi III 9’ Petron 76’ | Marcatori | 6’, 24’ Amadei |

| Arbitro: | Zelocchi (Modena) |

|                         |           |                                              |
| Meazza 18’ Cappello 55’ | Marcatori | 21’, 84’, 53’ Menti II 43’ Petron 79’ Ossola |

| Arbitro: | Pizziolo (Firenze) |

|                                                                                                 |           |              |
| Ossola 18’, 83’ Menti II 19’ (rig.) Gabetto 40’, 57’ Borel II 41’, 55’, 61’ Citterio 75’ (aut.) | Marcatori | 77’ Pagliano |

| Arbitro: | Zelocchi (Modena) |

|                                     |           |           |
| Pernigo 37’ (rig.), 75’ Begnini 50’ | Marcatori | 5’ Petron |

| Arbitro: | Ciamberlini (Genova) |

|                  |           |  |
| Gabetto 26’, 30’ | Marcatori |  |

| Arbitro: | Galeati (Bologna) |

|              |           |              |
| Gei 39’, 56’ | Marcatori | 66’ Borel II |

### Coppa Italia

#### Sedicesimi di finale
| Arbitro: | Scorzoni (Bologna) |

|                           |           |             |
| Pernigo 52’ Stefanini 64’ | Marcatori | 38’ Gabetto |

## Statistiche

### Statistiche di squadra
| Competizione | Punti | In casa | In casa | In casa | In casa | In casa | In casa | In trasferta | In trasferta | In trasferta | In trasferta | In trasferta | In trasferta | Totale | Totale | Totale | Totale | Totale | Totale | DR  |
| Competizione | Punti | G       | V       | N       | P       | Gf      | Gs      | G            | V            | N            | P            | Gf           | Gs           | G      | V      | N      | P      | Gf     | Gs     | DR  |
| ------------ | ----- | ------- | ------- | ------- | ------- | ------- | ------- | ------------ | ------------ | ------------ | ------------ | ------------ | ------------ | ------ | ------ | ------ | ------ | ------ | ------ | --- |
| Serie A      | 39    | 15      | 11      | 4       | 0       | 35      | 14      | 15           | 5            | 3            | 7            | 25           | 25           | 30     | 16     | 7      | 7      | 60     | 39     | +21 |
| Coppa Italia | -     | 0       | 0       | 0       | 0       | 0       | 0       | 1            | 0            | 0            | 1            | 1            | 2            | 1      | 0      | 0      | 1      | 1      | 2      | -1  |
| Totale       | -     | 15      | 11      | 4       | 0       | 35      | 14      | 16           | 5            | 3            | 8            | 26           | 27           | 31     | 16     | 7      | 8      | 61     | 41     | +20 |

### Statistiche dei giocatori
| Giocatore      | Serie A  | Serie A | Coppa Italia | Coppa Italia | Totale   | Totale |
| Giocatore      | Presenze | Reti    | Presenze     | Reti         | Presenze | Reti   |
| -------------- | -------- | ------- | ------------ | ------------ | -------- | ------ |
| F. Baldi III   | 29       | 4       | 0            | 0            | 29       | 4      |
| B. Baruzzi     | 1        | 0       | 1            | 0            | 2        | 0      |
| A. Bodoira     | 26       | -31     | 1            | -2           | 27       | -33    |
| F. Borel II    | 25       | 6       | 1            | 0            | 26       | 6      |
| L. Bussi       | 5        | 0       | 1            | 0            | 6        | 0      |
| A. Cadario     | 29       | 0       | 1            | 0            | 30       | 0      |
| G. Ellena      | 20       | 0       | 1            | 0            | 21       | 0      |
| P. Ferraris II | 25       | 5       | 0            | 0            | 25       | 5      |
| O. Ferrini     | 27       | 0       | 0            | 0            | 27       | 0      |
| G. Gabetto     | 27       | 16      | 1            | 1            | 28       | 17     |
| C. Gallea      | 9        | 0       | 0            | 0            | 9        | 0      |
| R. Menti II    | 28       | 14      | 1            | 0            | 29       | 14     |
| A. Olivieri    | 4        | -8      | 0            | -0           | 4        | -8     |
| F. Ossola      | 13       | 7       | 0            | 0            | 13       | 7      |
| W. Petron      | 28       | 6       | 1            | 0            | 29       | 6      |
| S. Piacentini  | 30       | 0       | 1            | 0            | 31       | 0      |
| E. Santià      | 3        | 0       | 1            | 0            | 4        | 0      |
| O. Ussello     | 2        | 0       | 0            | 0            | 2        | 0      |